# André Bettencourt
 Der er for få eller ingen kildehenvisninger i denne artikel, hvilket er et problem. Du kan hjælpe ved at angive troværdige kilder til de påstande, som fremføres i artiklen.

André Bettencourt (født 21. april 1919 i Saint-Maurice-d'Ételan, død 19. november 2007 i Neilly-sur-Seine) var en fransk politiker, der var minister under Pierre Mendès-France og Charles de Gaulle og hædret for sin indsats i modstandsbevægelsen under 2. verdenskrig. Bettencourt blev hædret med Croix de Guerre og slået til ridder af Æreslegionen. 
I sin ungdom var Bettencourt medlem af den højreekstremistiske gruppering La Cagoule, der modtog økonomisk støtte af Eugène Schueller, grundlæggeren af L'Oréal. Derudover skrev han fra 1940 til 1942 antisemitiske artikler i den nazistisk finansierede avis La Terre Française. I efterkrigstiden blev han medlem af det liberal-konservative Républicains indépendants. Han var i en kort periode i 1968 minister for post og telekommunikation og blev derefter industriminister. Han sad frem til 1969. 1970-1971 var han kulturminister og endelig i foråret 1973 udenrigsminister; dog var han kun på posten i to uger. Fra 1974 til 1981 var han formand for regionsrådet i Haute-Normandie og fra 1965 til 1981 tillige borgmester i Saint-Maurice-d'Etelan.
André Bettencourt blev i 1950 gift med Schuellers datter, Liliane, der ved sin død var hovedaktionær i L'Oréal, verdens rigeste kvinde og verdens 17. rigeste person med en formue på USD 39,5 mia. 
Parret fik sammen én datter; Françoise Bettencourt Meyers, som i januar 2022, ifølge Bloomberg Billionaires Index var verdens rigeste kvinde, verdens 12. rigeste person, med en formue på USD 94,9 Mia., samt bestyrelsesformand i L'Oréal. 